# Euro Beach Soccer League 2013
L'Euro Beach Soccer League 2013 è la 16ª edizione di questo torneo.

## Calendario
| Data         | Paese                  | Città         | Stage   |
| ------------ | ---------------------- | ------------- | ------- |
| 24-26 maggio | Ucraina (bandiera)     | Kiev          | Stage 1 |
| 14-16 giugno | Italia (bandiera)      | Terracina     | Stage 2 |
| 21-23 giugno | Francia (bandiera)     | Valence       | Stage 3 |
| 19-21 luglio | Paesi Bassi (bandiera) | The Hague     | Stage 4 |
| 2-4 agosto   | Russia (bandiera)      | Mosca         | Stage 5 |
| 8-11 agosto  | Spagna (bandiera)      | Torredembarra | Finali  |

## Squadre partecipanti

### Divisione A
- Bielorussia
- Francia
- Germania
- Italia
- Paesi Bassi
- Polonia

- Portogallo
- Romania
- Russia
- Spagna
- Svizzera
- Ucraina

### Divisione B
- Andorra
- Azerbaigian
- Bulgaria
- Rep. Ceca
- Inghilterra
- Estonia

- Grecia
- Ungheria
- Moldavia
- Israele
- Norvegia
- Turchia

## Stage 1

### Divisione A
| Team     | G | V | V+ | P | GF | GS | +/- | P |
| -------- | - | - | -- | - | -- | -- | --- | - |
| Polonia  | 3 | 2 | 1  | 0 | 14 | 10 | +4  | 8 |
| Ucraina  | 3 | 2 | 0  | 1 | 17 | 8  | +9  | 6 |
| Svizzera | 3 | 1 | 0  | 2 | 12 | 14 | −2  | 3 |
| Francia  | 3 | 0 | 0  | 3 | 9  | 20 | −11 | 0 |

| Squadra 1 | Risultato     | Squadra 2 |
| --------- | ------------- | --------- |
| Polonia   | 5-3           | Svizzera  |
| Ucraina   | 10-0          | Francia   |
| Svizzera  | 6-5           | Francia   |
| Polonia   | 5-3           | Ucraina   |
| Polonia   | 4-4 (1-0 dcr) | Francia   |
| Ucraina   | 4-3           | Svizzera  |

## Stage 2

### Divisione A

#### Gruppo 1
| Team        | G | V | V+ | P | GF | GS | +/- | P |
| ----------- | - | - | -- | - | -- | -- | --- | - |
| Paesi Bassi | 3 | 2 | 0  | 1 | 11 | 14 | −3  | 6 |
| Italia      | 3 | 2 | 0  | 1 | 12 | 9  | +3  | 6 |
| Ucraina     | 3 | 1 | 0  | 2 | 11 | 7  | +4  | 3 |
| Romania     | 3 | 1 | 0  | 2 | 6  | 10 | −4  | 3 |

| Squadra 1   | Risultato | Squadra 2   |
| ----------- | --------- | ----------- |
| Ucraina     | 8-1       | Paesi Bassi |
| Italia      | 4-2       | Romania     |
| Romania     | 2-1       | Ucraina     |
| Paesi Bassi | 5-4       | Italia      |
| Paesi Bassi | 5-2       | Romania     |
| Italia      | 4-2       | Ucraina     |

#### Gruppo 2
| Team        | G | V | V+ | P | GF | GS | +/- | P |
| ----------- | - | - | -- | - | -- | -- | --- | - |
| Portogallo  | 3 | 3 | 0  | 0 | 14 | 6  | +8  | 9 |
| Russia      | 3 | 2 | 0  | 1 | 12 | 12 | 0   | 6 |
| Bielorussia | 3 | 1 | 0  | 2 | 6  | 7  | −1  | 3 |
| Germania    | 3 | 0 | 0  | 3 | 5  | 12 | −7  | 0 |

| Squadra 1   | Risultato | Squadra 2   |
| ----------- | --------- | ----------- |
| Portogallo  | 2-1       | Bielorussia |
| Russia      | 4-3       | Germania    |
| Portogallo  | 5-1       | Germania    |
| Russia      | 4-2       | Bielorussia |
| Bielorussia | 3-1       | Germania    |
| Portogallo  | 7-4       | Russia      |

### Divisione B
| Team        | G | V | V+ | P | GF | GS | +/- | P |
| ----------- | - | - | -- | - | -- | -- | --- | - |
| Israele     | 3 | 2 | 0  | 1 | 18 | 9  | +9  | 6 |
| Turchia     | 3 | 2 | 0  | 1 | 15 | 12 | +3  | 6 |
| Ungheria    | 3 | 1 | 1  | 1 | 8  | 9  | −1  | 5 |
| Azerbaigian | 3 | 0 | 0  | 3 | 7  | 17 | −10 | 0 |

| Squadra 1 | Risultato     | Squadra 2   |
| --------- | ------------- | ----------- |
| Turchia   | 3-1           | Ungheria    |
| Israele   | 7-1           | Azerbaigian |
| Ungheria  | 3-2           | Israele     |
| Turchia   | 6-2           | Azerbaigian |
| Israele   | 9-6           | Turchia     |
| Ungheria  | 4-4 (1-0 dcr) | Azerbaigian |

## Stage 3

### Divisione A
| Team       | G | V | V+ | P | GF | GS | +/- | P |
| ---------- | - | - | -- | - | -- | -- | --- | - |
| Svizzera   | 3 | 3 | 0  | 0 | 27 | 9  | +18 | 9 |
| Spagna     | 3 | 2 | 0  | 1 | 12 | 14 | −2  | 6 |
| Portogallo | 3 | 1 | 0  | 2 | 9  | 11 | −2  | 3 |
| Francia    | 3 | 0 | 0  | 2 | 7  | 21 | −14 | 0 |

| Squadra 1  | Risultato | Squadra 2  |
| ---------- | --------- | ---------- |
| Spagna     | 4-3       | Portogallo |
| Svizzera   | 12-4      | Francia    |
| Svizzera   | 6-2       | Portogallo |
| Spagna     | 5-2       | Francia    |
| Svizzera   | 9-3       | Spagna     |
| Portogallo | 4-1       | Francia    |

### Divisione B
| Team        | G | V | V+ | P | GF | GS | +/- | P |
| ----------- | - | - | -- | - | -- | -- | --- | - |
| Inghilterra | 3 | 2 | 1  | 0 | 8  | 5  | +3  | 8 |
| Rep. Ceca   | 3 | 2 | 0  | 1 | 22 | 10 | +12 | 6 |
| Moldavia    | 3 | 1 | 0  | 2 | 10 | 14 | −3  | 3 |
| Andorra     | 3 | 0 | 0  | 3 | 10 | 21 | −11 | 0 |

| Squadra 1   | Risultato     | Squadra 2 |
| ----------- | ------------- | --------- |
| Rep. Ceca   | 9-3           | Moldavia  |
| Inghilterra | 4-2           | Andorra   |
| Rep. Ceca   | 11-5          | Andorra   |
| Inghilterra | 2-1           | Moldavia  |
| Moldavia    | 6-3           | Andorra   |
| Inghilterra | 2-2 (4-3 dcr) | Rep. Ceca |

## Stage 4

### Divisione A
| Team        | G | V | V+ | P | GF | GS | +/- | P |
| ----------- | - | - | -- | - | -- | -- | --- | - |
| Polonia     | 3 | 2 | 0  | 1 | 16 | 13 | +3  | 6 |
| Italia      | 3 | 2 | 0  | 1 | 12 | 8  | +4  | 6 |
| Paesi Bassi | 3 | 1 | 1  | 1 | 9  | 9  | 0   | 5 |
| Bielorussia | 3 | 0 | 0  | 3 | 8  | 15 | −7  | 0 |

| Squadra 1   | Risultato | Squadra 2   |
| ----------- | --------- | ----------- |
| Paesi Bassi | 5-3       | Polonia     |
| Italia      | 4-2       | Bielorussia |
| Polonia     | 6-5       | Italia      |
| Paesi Bassi | 4-3 dts   | Bielorussia |
| Polonia     | 7-3       | Bielorussia |
| Italia      | 3-0       | Paesi Bassi |

### Divisione B
| Team     | G | V | V+ | P | GF | GS | +/- | P |
| -------- | - | - | -- | - | -- | -- | --- | - |
| Grecia   | 3 | 2 | 1  | 0 | 15 | 9  | +6  | 8 |
| Estonia  | 3 | 2 | 0  | 1 | 9  | 9  | 0   | 6 |
| Bulgaria | 3 | 0 | 1  | 2 | 9  | 12 | −3  | 2 |
| Norvegia | 3 | 0 | 0  | 3 | 9  | 12 | −3  | 0 |

| Squadra 1 | Risultato | Squadra 2 |
| --------- | --------- | --------- |
| Grecia    | 5-4 dts   | Norvegia  |
| Estonia   | 4-2       | Bulgaria  |
| Grecia    | 7-5       | Bulgaria  |
| Estonia   | 5-4       | Norvegia  |
| Bulgaria  | 2-1 dts   | Norvegia  |
| Grecia    | 3-0       | Estonia   |

## Stage 5

### Divisione A
| Team     | G | V | V+ | P | GF | GS | +/- | P |
| -------- | - | - | -- | - | -- | -- | --- | - |
| Russia   | 3 | 3 | 0  | 0 | 10 | 3  | +7  | 9 |
| Spagna   | 3 | 2 | 0  | 1 | 10 | 3  | +7  | 6 |
| Germania | 3 | 1 | 0  | 2 | 7  | 8  | –1  | 3 |
| Romania  | 3 | 0 | 0  | 3 | 4  | 17 | –13 | 0 |

| Squadra 1 | Risultato | Squadra 2 |
| --------- | --------- | --------- |
| Spagna    | 6-0       | Romania   |
| Russia    | 2-1       | Germania  |
| Spagna    | 2-0       | Germania  |
| Russia    | 5-0       | Romania   |
| Germania  | 6-4       | Romania   |
| Russia    | 3-2       | Spagna    |

## Classifica generale
Criteri per la classifica: Divisione A – 1. Punti 2. Differenza goal 3. Goal segnati | Divisione B – 1. Punti 2. Miglior piazzamento nel gruppo 3. Differenza goal 4. Goal segnati.

### Division A
| Pos | Team        | G | V | V+ | P | GF | GS | +/- | P  |
| --- | ----------- | - | - | -- | - | -- | -- | --- | -- |
| 1   | Russia      | 6 | 5 | 0  | 1 | 22 | 15 | +7  | 15 |
| 2   | Polonia     | 6 | 4 | 1  | 1 | 30 | 23 | +7  | 14 |
| 3   | Svizzera    | 6 | 4 | 0  | 2 | 39 | 23 | +16 | 12 |
| 4   | Italia      | 6 | 4 | 0  | 2 | 24 | 17 | +7  | 12 |
| 5   | Portogallo  | 6 | 4 | 0  | 2 | 23 | 17 | +6  | 12 |
| 6   | Spagna      | 6 | 4 | 0  | 2 | 22 | 17 | +5  | 12 |
| 7   | Paesi Bassi | 6 | 3 | 1  | 2 | 20 | 23 | −3  | 11 |
| 8   | Ucraina     | 6 | 3 | 0  | 3 | 28 | 15 | +13 | 9  |
| 9   | Bielorussia | 6 | 1 | 0  | 5 | 14 | 22 | −8  | 3  |
| 10  | Germania    | 6 | 1 | 0  | 5 | 12 | 20 | −8  | 3  |
| 11  | Romania     | 6 | 1 | 0  | 5 | 10 | 27 | −17 | 3  |
| 12  | Francia     | 6 | 0 | 0  | 6 | 16 | 41 | −25 | 0  |

### Division B
| Pos | Team        | G | V | V+ | P | GF | GS | +/- | P |
| --- | ----------- | - | - | -- | - | -- | -- | --- | - |
| 1   | Grecia      | 3 | 2 | 1  | 0 | 15 | 9  | +6  | 8 |
| 2   | Inghilterra | 3 | 2 | 1  | 0 | 8  | 5  | +3  | 8 |
| 3   | Israele     | 3 | 2 | 0  | 1 | 18 | 9  | +9  | 6 |
| 4   | Rep. Ceca   | 3 | 2 | 0  | 1 | 22 | 10 | +12 | 6 |
| 5   | Turchia     | 3 | 2 | 0  | 1 | 15 | 12 | +3  | 6 |
| 6   | Estonia     | 3 | 2 | 0  | 1 | 9  | 9  | 0   | 6 |
| 7   | Ungheria    | 3 | 1 | 1  | 1 | 9  | 9  | 0   | 5 |
| 8   | Moldavia    | 3 | 1 | 0  | 2 | 10 | 14 | −4  | 3 |
| 9   | Bulgaria    | 3 | 0 | 1  | 2 | 9  | 12 | −3  | 2 |
| 10  | Norvegia    | 3 | 0 | 0  | 3 | 9  | 12 | −3  | 0 |
| 11  | Azerbaigian | 3 | 0 | 0  | 3 | 7  | 17 | −10 | 0 |
| 12  | Andorra     | 3 | 0 | 0  | 3 | 10 | 21 | −11 | 0 |

## Finali promozione

### Squadre qualificate
- Inghilterra
- Israele
- Turchia
- Estonia
- Grecia
- Ungheria
- Rep. Ceca
- Francia (Ultima della divisione A)

#### Gruppo 1
| Team    | G | V | V+ | P | GF | GS | +/- | P |
| ------- | - | - | -- | - | -- | -- | --- | - |
| Francia | 3 | 3 | 0  | 0 | 14 | 8  | +6  | 9 |
| Israele | 3 | 2 | 0  | 1 | 10 | 10 | 0   | 6 |
| Turchia | 3 | 0 | 1  | 2 | 7  | 11 | –4  | 2 |
| Estonia | 3 | 0 | 0  | 3 | 11 | 13 | –2  | 0 |

| Squadra 1 | Risultato      | Squadra 2 |
| --------- | -------------- | --------- |
| Francia   | 3-2            | Estonia   |
| Israele   | 1-0            | Turchia   |
| Israele   | 4-3            | Estonia   |
| Francia   | 4-1            | Turchia   |
| Turchia   | 6-6 (12-11 dcr | Estonia   |
| Francia   | 7-5            | Israele   |

#### Gruppo 2
| Team        | G | V | V+ | P | GF | GS | +/- | P |
| ----------- | - | - | -- | - | -- | -- | --- | - |
| Grecia      | 3 | 2 | 0  | 1 | 9  | 9  | 0   | 6 |
| Ungheria    | 3 | 2 | 0  | 1 | 13 | 9  | +4  | 6 |
| Rep. Ceca   | 3 | 1 | 0  | 2 | 8  | 14 | –6  | 3 |
| Inghilterra | 3 | 1 | 0  | 2 | 12 | 10 | +2  | 3 |

| Squadra 1   | Risultato | Squadra 2   |
| ----------- | --------- | ----------- |
| Grecia      | 3-2       | Ungheria    |
| Rep. Ceca   | 4-3       | Inghilterra |
| Ungheria    | 6-4       | Inghilterra |
| Grecia      | 6-2       | Rep. Ceca   |
| Ungheria    | 5-2       | Rep. Ceca   |
| Inghilterra | 5-0       | Grecia      |

#### Finale 7º posto
| Squadra 1 | Risultato | Squadra 2   |
| --------- | --------- | ----------- |
| Estonia   | 3-2       | Inghilterra |

#### Finale 5º posto
| Squadra 1 | Risultato | Squadra 2 |
| --------- | --------- | --------- |
| Turchia   | 5-4 dts   | Rep. Ceca |

#### Finale 3º posto
| Squadra 1 | Risultato | Squadra 2 |
| --------- | --------- | --------- |
| Ungheria  | 3-1       | Israele   |

#### Finale promozione
| Squadra 1 | Risultato | Squadra 2 |
| --------- | --------- | --------- |
| Francia   | 2-1       | Grecia    |

#### Classifica finale Divisione B
| Rank | Team        |                        |
| ---- | ----------- | ---------------------- |
| 1    | Francia     | Salvata in Divisione A |
| 2    | Grecia      | Rimane in Divisione B  |
| 3    | Ungheria    | Rimane in Divisione B  |
| 4    | Israele     | Rimane in Divisione B  |
| 5    | Turchia     | Rimane in Divisione B  |
| 6    | Rep. Ceca   | Rimane in Divisione B  |
| 7    | Estonia     | Rimane in Divisione B  |
| 8    | Inghilterra | Rimane in Divisione B  |

## Finale

### Squadre qualificate
- Russia
- Italia
- Spagna
- Paesi Bassi
- Polonia
- Svizzera
- Portogallo
- Ucraina

#### Gruppo 1
| Team        | G | V | V+ | P | GF | GS | +/- | P |
| ----------- | - | - | -- | - | -- | -- | --- | - |
| Russia      | 3 | 2 | 0  | 1 | 14 | 12 | +2  | 6 |
| Spagna      | 3 | 2 | 0  | 1 | 12 | 9  | +3  | 6 |
| Italia      | 3 | 1 | 1  | 1 | 14 | 12 | +2  | 5 |
| Paesi Bassi | 3 | 0 | 0  | 3 | 8  | 15 | –7  | 0 |

| Squadra 1 | Risultato | Squadra 2   |
| --------- | --------- | ----------- |
| Russia    | 5-4       | Paesi Bassi |
| Spagna    | 5-3       | Italia      |
| Italia    | 6-5 dts   | Russia      |
| Spagna    | 5-2       | Paesi Bassi |
| Italia    | 5-2       | Paesi Bassi |
| Russia    | 4-2       | Spagna      |

#### Gruppo 2
| Team       | G | V | V+ | P | GF | GS | +/- | P |
| ---------- | - | - | -- | - | -- | -- | --- | - |
| Portogallo | 3 | 2 | 0  | 1 | 12 | 7  | +5  | 6 |
| Svizzera   | 3 | 2 | 0  | 1 | 19 | 15 | +4  | 6 |
| Polonia    | 3 | 1 | 0  | 2 | 10 | 17 | –7  | 3 |
| Ucraina    | 3 | 1 | 0  | 2 | 8  | 10 | –2  | 3 |

| Squadra 1  | Risultato | Squadra 2  |
| ---------- | --------- | ---------- |
| Polonia    | 3-1       | Ucraina    |
| Portogallo | 5-3       | Svizzera   |
| Svizzera   | 6-5       | Ucraina    |
| Portogallo | 6-2       | Polonia    |
| Ucraina    | 2-1       | Portogallo |
| Svizzera   | 10-5      | Polonia    |

#### Finale 7º posto
| Squadra 1 | Risultato | Squadra 2   |
| --------- | --------- | ----------- |
| Ucraina   | 4-0       | Paesi Bassi |

#### Finale 5º posto
| Squadra 1 | Risultato | Squadra 2 |
| --------- | --------- | --------- |
| Polonia   | 6-5 dts   | Italia    |

#### Finale 3º posto
| Squadra 1 | Risultato | Squadra 2 |
| --------- | --------- | --------- |
| Svizzera  | 4-1       | Spagna    |

#### Finale 1º posto
| Squadra 1 | Risultato | Squadra 2  |
| --------- | --------- | ---------- |
| Russia    | 8-3       | Portogallo |

## Classifica Finale
| Pos | Team        |
| --- | ----------- |
| 1   | Russia      |
| 2   | Portogallo  |
| 3   | Svizzera    |
| 4   | Spagna      |
| 5   | Polonia     |
| 6   | Italia      |
| 7   | Ucraina     |
| 8   | Paesi Bassi |